# Lúdio Cabral
Lúdio Frank Mendes Cabral (Rio Verde, 15 de março de 1971), é um médico e político brasileiro, filiado ao Partido dos Trabalhadores. Atualmente exerce mandato de deputado estadual pelo Mato Grosso.

## Biografia
É formado em Medicina pela Universidade Federal de Mato Grosso e fez residência em Medicina Preventiva e Social na Universidade de São Paulo em Ribeirão Preto. Médico sanitarista, Lúdio é especialista na análise da saúde coletiva e no tratamento de doenças nas populações. Sempre atuou na saúde pública, prestando atendimento pelo Sistema Único de Saúde (SUS). Como servidor público do município de Cuiabá, Lúdio atendeu na rede de atenção básica, nas comunidades e postos de saúde. 

## Carreira Política
Iniciou sua trajetória política no movimento estudantil, na UFMT. Também foi diretor do Sindicato dos Médicos (Sindimed).
Foi eleito para o primeiro mandato como vereador de Cuiabá em 2004, e se elegeu novamente em 2008, cargo que ocupou até dezembro de 2012.  Em 2012, ele se candidatou à prefeitura de Cuiabá, chegou ao segundo turno e recebeu 140.798 votos, mas acabou ficando em segundo lugar. Na ocasião, Mauro Mendes foi eleito. 
Nas eleições estaduais em Mato Grosso em 2014, o Partido dos Trabalhadores lançou a sua candidatura ao governo de Mato Grosso. Ele ficou novamente em segundo lugar, com 472.507 votos, e Pedro Taques foi eleito.
Em 2018, concorre a deputado estadual e é eleito. Seu mandato na Assembleia Legislativa de Mato Grosso teve início em 1º de fevereiro de 2019. Lúdio foi reeleito deputado estadual nas eleições de 2022, com 47.533 votos, sendo o candidato mais votado em Cuiabá.

## Desempenho eleitoral
| Ano  | Eleição                  | Partido | Cargo             | Votos   | %                 | Resultado  | Ref    |
| ---- | ------------------------ | ------- | ----------------- | ------- | ----------------- | ---------- | ------ |
| 2004 | Municipal de Cuiabá      | PT      | Vereador          | 2.640   | 0,95%             | Eleito     | [ 8 ]  |
| 2008 | Municipal de Cuiabá      | PT      | Vereador          | 3.849   | 1,31%             | Eleito     | [ 9 ]  |
| 2010 | Estaduais em Mato Grosso | PT      | Deputado estadual | 11.431  | 0,82%             | Suplente   | [ 10 ] |
| 2012 | Municipal de Cuiabá      | PT      | Prefeito          | 131.877 | 42,27% (1º Turno) | Não eleito | [ 11 ] |
| 2012 | Municipal de Cuiabá      | PT      | Prefeito          | 140.798 | 45,35% (2º Turno) |            | [ 11 ] |
| 2014 | Estaduais em Mato Grosso | PT      | Governador        | 472.507 | 32,45%            | Não eleito | [ 12 ] |
| 2018 | Estaduais em Mato Grosso | PT      | Deputado estadual | 22.701  | 1,50%             | Eleito     | [ 13 ] |
| 2022 | Estaduais em Mato Grosso | PT      | Deputado estadual | 47.533  | 2,72%             | Eleito     | [ 14 ] |
| 2024 | Municipal de Cuiabá      | PT      | Prefeito          | 90.719  | 28,31% (1º Turno) | Não eleito | [ 15 ] |
| 2024 | Municipal de Cuiabá      | PT      | Prefeito          | 147.127 | 46,20% (2º Turno) |            | [ 15 ] |